# El Affroun (distrito)
El Affroun é um distrito localizado na província de Blida, Argélia, e cuja capital é a cidade de mesmo nome, El Affroun. Segundo o censo de 1998, a população total do distrito era de 42 975 habitantes.[carece de fontes?]

## Municípios
O distrito está dividido em dois municípios:
- El Affroun
- Oued Djer